# Huk (plaża)

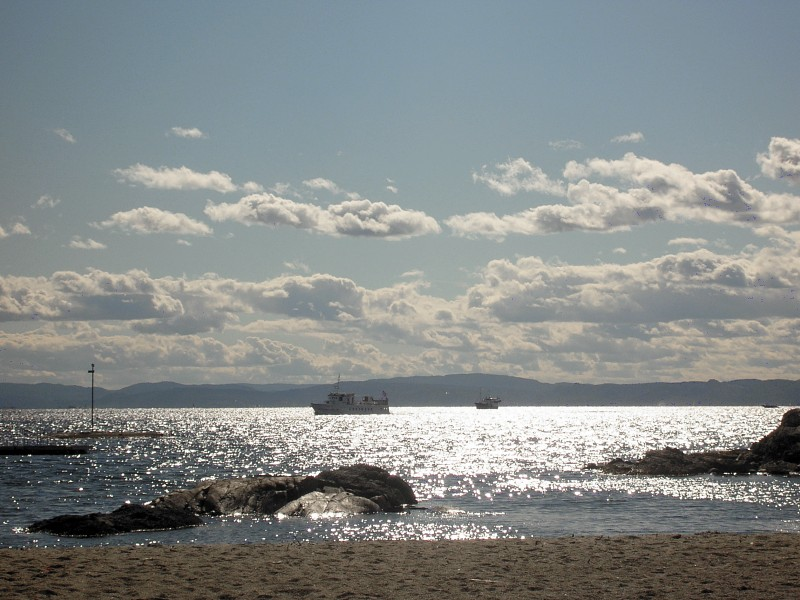
Widok na morze i brzegi Fiordu Oslo

Huk – tereny parkowe i publiczna plaża w Oslo położone na Półwyspie Bygdøy, w dzielnicy Frogner. Teren został zakupiony przez gminę Aker w 1921 r.
Jest chętnie odwiedzanym przez mieszkańców i turystów miejscem, ze względu na położenie – najbliżej centrum miasta (5 km, 15 min autobusem miejskim), w sąsiedztwie rozległych terenów zielonych i kilku znanych muzeów. Jest wyposażone w pełną infrastrukturę turystyczno-rekreacyjną: trawiaste i zadrzewione tereny parkowe, ławki, piaszczyste miejsca do kąpieli, miejsca do grillowania, kosze i sanitariaty. Obok plaży funkcjonuje restauracja i punkty małej gastronomii. Na kamiennym obmurowaniu plaży ustawiona jest rzeźba Ikar (Ikaros 1972) autorstwa Annasif Døhlen, a na skarpie powyżej Large Arch (1963-69) Henry’ego Moore’a.

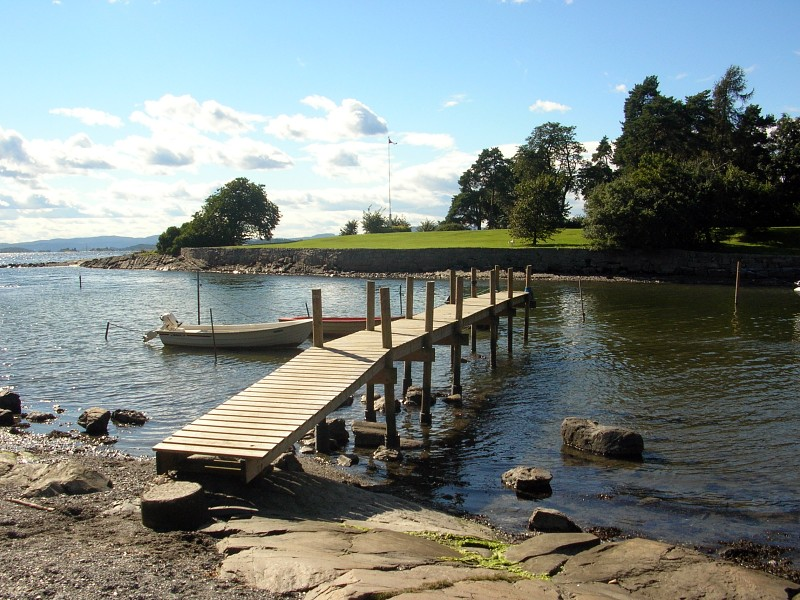
Plaża nudystów (na drugim brzegu)

Jest tu również wydzielona część dla naturystów na trawiastym cyplu. Teren tej plaży dawniej należał do fabryki szczotek i pędzli "Jordan".
Miejsce jest dobrze skomunikowane ze stolicą: kursują tu linie autobusów miejskich nr 30 ze stacją końcową tuż przy plaży oraz w sezonie letnim prom z centrum przy ratuszu. Samochody można zostawić o 5 minut drogi od plaży na płatnym parkingu (w niedziele parkowanie gratis).
Podczas II wojny światowej Huk był miejscem umocnionym – umieszczono tu stanowisko artylerii obrony wybrzeża.